# Forest (группа)
Forest (с англ. — «Лес») – английское эйсид-фолк трио, образовавшееся в Гримсби, Линкольншир, в 1966 году. Состоящие из братьев Мартина Уэлхэма и Адриана Уэлхэма и школьного друга Деза Алленби, они начинали с исполнения традиционной народной музыки без сопровождения в том же духе, что и их современники The Watersons и The Young Tradition. Группа была первопроходцем зарождающейся андеграундной акустико-психоделической/эйсид-фолк сцены 1960-х годов, писала нетрадиционные песни, напоминающие о древних рощах Британии, используя различные акустические инструменты.

## Наследие
Второй альбом Full Circle вошел в список 1000 альбомов, которые стоит послушать перед смертью по версии The Guardian.

## Дискография
Альбомы
- Forest (1969)
- Full Circle (1970)[7]

Синглы
- "Searching for Shadows" / "Mirror of Life" (1969)